# 법조로
법조로(Beopjo-ro)는 경기도 수원시 영통구 광교동 컨벤션센터사거리에서 경기도 용인시 수지구 상현동을 잇는 도로다.

## 주요 경유지
경기도
- 수원시 영통구 (광교동) - 용인시 수지구 (상현동)

## 노선
| 이름                | 접속 노선                       | 소재지              | 소재지              | 소재지              | 비고                |
| 센트럴타운로와 직결 | 센트럴타운로와 직결             | 센트럴타운로와 직결 | 센트럴타운로와 직결 | 센트럴타운로와 직결 | 센트럴타운로와 직결 |
| ------------------- | ------------------------------- | ------------------- | ------------------- | ------------------- | ------------------- |
| 컨벤션센터사거리    | 광교중앙로                      | 수원시              | 영통구              | 광교동              |                     |
| 유경교              |                                 | 수원시              | 영통구              | 광교동              |                     |
| 원천호수사거리      | 센트럴파크로                    | 수원시              | 영통구              | 광교동              |                     |
| (터널)              |                                 | 수원시              | 영통구              | 광교동              |                     |
| 이의중삼거리        | 광교중앙로266번길               | 수원시              | 영통구              | 광교동              |                     |
| 이의고사거리        | 광교중앙로248번길 법조로150번길 | 수원시              | 영통구              | 광교동              |                     |
| (호곳말통로)        |                                 | 수원시              | 영통구              | 광교동              |                     |
| 법조로사거리        | 광교마을로                      | 용인시              | 수지구              | 상현동              |                     |
| (이름없음)          | 상현로 상현로11번길             | 용인시              | 수지구              | 상현동              |                     |

## 주요 건물및 시설
- CU 광교더샵점 (법조로 38/하동 1019)
- 이디야커피 수원광교호수공원점 (법조로 38/하동 1019)
- 수원고등검찰청 (법조로 91/하동 991)
- 수원지방검찰청 (법조로 91/하동 991)
- 수원고등법원 (법조로 105/하동 990)
- 수원지방법원 (법조로 105/하동 990)
- 수원법원우체국 (법조로 105/하동 990)
- 신한은행 수원법원지점 (법조로 105/하동 990)
- 이의중학교 (법조로 129/하동 981)
- 이의고등학교 (법조로 145/하동 977)
- 상현고등학교 (법조로 222/상현동 1129-3)
- 상현도서관 (법조로 232/상현동 1129-2)
- 노브랜드 용인상현점 (법조로 242/상현동 1129)